# Stary Dom w Wierzchosławicach
Stary Dom w Wierzchosławicach – wiejska chata kryta strzechą z 1814 roku, miejsce narodzin Wincentego Witosa. Przykład budownictwa wiejskiego z XIX wieku, jeden z najstarszych zabytków tego typu w powiecie tarnowskim.

## Lokalizacja
Budynek znajduje się w Wierzchosławicach, w przysiółku Dwudniaki, na szlaku architektury drewnianej województwa małopolskiego. Obecnie w budynku, oddalonym około 500 m od nowej zagrody, mieści się część ekspozycji Muzeum Wincentego Witosa w Wierzchosławicach.

## Historia
Dom został wybudowany w 1814 roku, świadczy o tym data wyryta na drewnianej belce nad izbą. Należał do rodziny Witosów. W 1874 roku urodził się w nim Wincenty Witos, przyszły premier II Rzeczypospolitej. W 1913 roku Wincenty przeprowadził się do nowego domu, w którym obecnie mieści się główna siedziba muzeum. Po śmierci ojca Witosa obiekt przeszedł w ręce brata Wincentego, Andrzeja, który w roku 1921 sprzedał zagrodę. Pół wieku później, w 1971 roku, rodzina Witosa przy wsparciu działaczy ludowych odkupiła dom i przeznaczyła go na cele muzealne.
Od 2012 roku zagroda jest własnością Towarzystwa Przyjaciół Muzeum Wincentego Witosa. W 2014 roku budynek został wpisany do rejestru zabytków województwa małopolskiego. Rok później rozpoczął się kapitalny remont budynku, wszystkie roboty wykonywano dawnymi metodami, ręcznie i przy pomocy tradycyjnych narzędzi.

## Opis zagrody

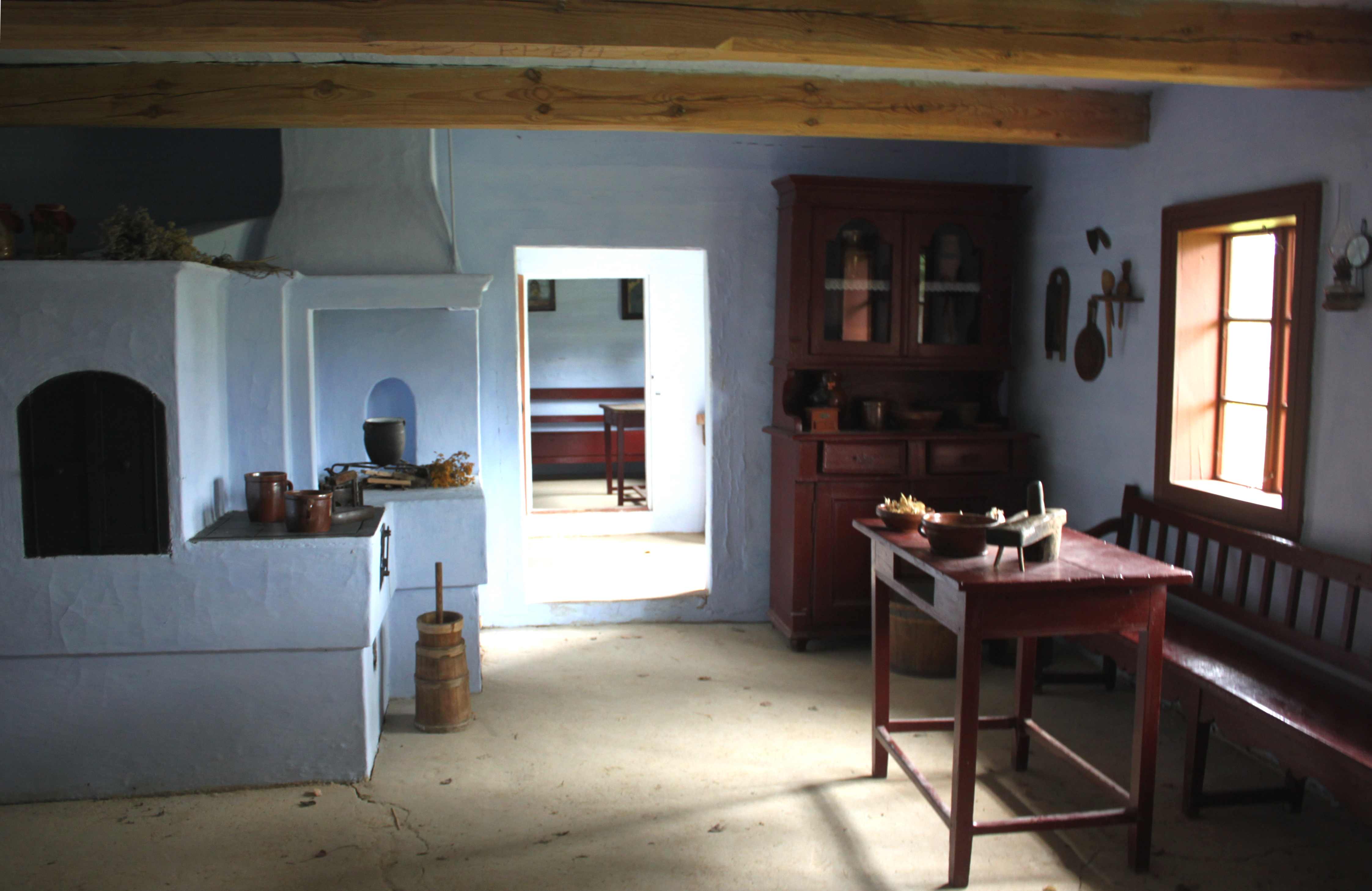
Wnętrze domu

Chata Witosów to dom szerokofrontowy z wejściem usytuowanym w ścianie frontowej. Zbudowano go na planie prostokąta. Ma jednotraktowy układ pomieszczeń, w którym część mieszkalna i gospodarcza znajdowały się pod jednym dachem.
Ściany domu zbudowano z drewnianych belek ułożonych w konstrukcji węgłowej. Oblepiono je z obu stron gliną i pobielono wapnem. Dwuspadowy dach pokryto strzechą wykonaną z żytniej słomy. Początkowo dom składał się z sieni,stajenki oraz izby, za którą mieściła się komora (spiżarnia). Później stajenkę przerobiono na małą izbę. Przybudówka z boku chaty pełniła funkcję stodoły. Przed domem znajduje się studnia z żurawiem. Obejście ogrodzono drewnianym płotem.
W izbie zachował się murowany, oblepiony gliną piec z okapem i zapieckiem do spania. Wyposażenie domu stanowią eksponaty etnograficzne pochodzące z dawnych wierzchosławickich zagród chłopskich.